# Dysmaturiteit
Dysmaturiteit of intra-uteriene groeirestrictie (IUGR) betekent dat een foetus verminderde groei vertoont in utero, dat wil zeggen tijdens de zwangerschap in de baarmoeder. IUGR dient niet verward te worden met de term Small for Gestational Age (SGA), waarbij het geboortegewicht te laag is voor de termijn van de zwangerschap.
Dysmaturiteit kan samengaan met prematuriteit (vroeggeboorte), maar er kan ook sprake zijn van een voldragen zwangerschap. In het laatste geval zijn de longen en andere organen meestal gewoon ontwikkeld, dit in tegenstelling tot premature kinderen.

## Oorzaken

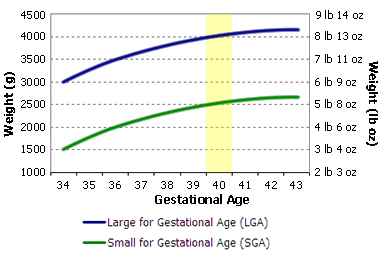
Geboortegewicht van baby's met een normaal gewicht (bovenste curve) en een voorbeeld van de curve bij baby's met een groeiachterstand (onderste curve)

Er zijn veel verschillende oorzaken van dysmaturiteit. Soms kan er geen oorzaak gevonden worden. Dysmaturiteit kan onder andere ontstaan door:
- een verminderde toevoer van voedingsstoffen en zuurstof door de placenta, door bijvoorbeeld een meerlingzwangerschap of pre-eclampsie (zwangerschapsvergiftiging), of doordat placenta onderontwikkeld, loslaat of afwijkende bloedvaten heeft;[2]
- een groeistoornis of stoornis in de stofwisseling bij de baby;
- middelengebruik door de moeder (alcohol, nicotine, medicijnen);
- stress bij de moeder;
- ondervoeding bij de moeder (waardoor het kind minder voedingsstoffen krijgt);
- het syndroom van Patau.

## Risico's
- De baby heeft meer kans op een zuurstoftekort tijdens de bevalling. Als hier aanwijzingen voor zijn, bijvoorbeeld wanneer er ontlasting (meconium) in het vruchtwater zit, dan moet de bevalling snel plaatsvinden; meestal gebeurt dit met een keizersnede.
- Direct na de geboorte is er een risico op hypoglykemie (te laag bloedsuikergehalte). Dysmaturen hebben namelijk maar een kleine energievoorraad, terwijl er direct na de geboorte veel energie nodig is. Bij een te laag suikergehalte kan hersenschade ontstaan. Het suikergehalte van een dysmatuur moet daarom goed in de gaten gehouden worden.
- Verder kan een dysmatuur zichzelf moeilijk warm houden. Ze hebben immers weinig vet en energie. Na de geboorte kan het zijn dat ze dan ook in een couveuse worden verzorgd. In ieder geval wordt de temperatuur van de baby nauwlettend in de gaten gehouden.

## Ontwikkeling
In de eerste 6 maanden na de geboorte groeit een dysmatuur extra snel, maar meestal blijven deze baby's toch klein voor hun leeftijd.
Bij kinderen met dysmaturiteit is de kans hoger dat een kind een stoornis ontwikkelt zoals ADHD, autisme, verstandelijke of lichamelijke handicap, vooral als de groeivertraging al in het begin van de zwangerschap is ontstaan.